# Lorenzo Barotti
Pour les articles homonymes, voir Barotti.
Lorenzo Barotti, né à Ferrare le 20 décembre 1724 et mort dans cette même ville le 18 décembre 1801, est un prédicateur, biographe et poète italien.

## Biographie
Lorenzo Barotti naquit à Ferrare, le 20 décembre 1724. Son père, Giovanni Andrea Barotti, lui inspira de bonne heure le goût des lettres. Après avoir achevé ses études sous les jésuites, il prit l’habit de St-Ignace en 1740, et fut chargé d’enseigner la grammaire et la rhétorique dans divers collèges. À Padoue, il mérita l’estime du célèbre Jacopo Facciolati, qui lui prédit les succès qu’il obtiendrait un jour. Doué d’une grande vivacité d’esprit, d’une mémoire heureuse et d’un organe agréable, il quitta l’enseignement pour la prédication, et parut plusieurs années avec éclat dans les principales chaires de l’Italie. À la suppression de son ordre en 1773, il revint à Ferrare. Son père en mourant avait laissé des matériaux précieux pour l’histoire littéraire de cette ville. Il s’occupa de les rassembler, de les mettre en ordre, et ne tarda pas à faire paraître une suite de notices intéressantes sur les illustres Ferrarais du 15e siècle. Au milieu d’études graves et sérieuses, l’abbé Barotti n’avait pas négligé la littérature. Il cultivait la poésie et l’on trouve dans ses compositions la preuve qu’il s’était nourri de la lecture des grands modèles, et en particulier de l'Arioste, dont son style a la douceur et la facilité. Des talents si variés ne pouvaient manquer de lui faire ouvrir les portes de tous les lycées d’Italie mais, peu jaloux des honneurs littéraires, il refusa constamment de laisser inscrire son nom sur aucune liste académique. Les qualités de son cœur égalaient celles de son esprit. Il mourut d’apoplexie en 1801.

## Œuvres
L’abbé Barotti fut l’éditeur de l’ouvrage de son père : Memorie istoriche di Litterati Ferraresi, Ferrare, 1777, in-fol. Cette édition, ornée de magnifiques portraits, est très-rare. Il en parut une seconde, ibid., 1792, in-4°, moins belle mais corrigée en quelques endroits. La suite de cet ouvrage important ne fut publiée qu’en 1798, in-4°. Elle est entièrement de l’abbé Barotti. Il faut y joindre une continuation par Girolamo Baruffaldi. On doit encore à Barotti :
- Serie dei vescovi ed arcivescovi di Ferrara, Ferrare, 1781, in-4°, ouvrage érudit et rempli de recherches ;
- Lezioni sacre, Parme, 1785-86, 2 vol. in-fol. C’est le recueil des sermons qu’il avait prêchés à Ste-Lucie de Bologne. Le 1er volume contient des sermons sur les livres de Tobie, de Judith et d’Esther, et le 2e sur les Maccabées. Tous les critiques italiens en parlent avec éloge ;
- La Fisica, Bologne, 1753, in-8° ; Ferrare, 1764, in-4°. C’est un poème didactique in ottava rima. Il a été réimprimé plusieurs fois avec des notes et d’autres opuscules en vers et en prose de l’auteur. La 3e édition, Turin, 1767, est augmentée de stances sur l’Origine des fontaines, et la 4e, Venise, 1773, d’un discours académique ;
- Il Caffè, Parme, 1781, gr. in-8°. L’idée de ce poème paraît venir d’une fable de Phèdre. Les dieux se sont réunis pour choisir, chacun, l’arbre qui lui plaira davantage. Pallas et Vénus se disputent le caféier. Pour les mettre d’accord, Jupiter décide que les deux déesses auront le même droit sur cet arbuste. De là vient que Pallas et Vénus répandent l’usage du café parmi leurs favoris. La lecture de ce poème est agréable. Les épisodes en sont ingénieux et la versification en est pleine d’élégance et d’harmonie[1].